# اوکوبو ناگایاسو
اوکوبو ناگایاسو (به ژاپنی: 大久保 長安 Ōkubo Nagayasu)، چوآن، (زاده ۱۵۴۵ – درگذشته ۱۳ ژوئن ۱۶۱۳) یک سامورایی و یک دایمیو در دوره ادو بود. پس از ۱۶۰۱ او مسئول معادن نقره در ولایت ساگامی، پس ۱۶۰۳ در ولایت سادو و پس از ۱۶۰۶ در ولایت ایزو بود. در زمان تصدی او تولیدات نقره در هر معدن گسترش یافت. گفته می‌شود که وی برای ازدواج دختر ارشد داته ماسامونه و پسر ششم توکوگاوا ایه‌یاسو بنام ماتسودایرا تاداترو، میانجیگری کرده و این ازدواج به توصیه او انجام گرفته است.
ناگایاسو به عنوان یوریکی (قدرت حاکم) اوکوبو تاداچیکا منصوب شد و حمایت او را دریافت کرد. در این زمان نام خانوادگی به او داده شد و نام خانوادگی خود را به «اوکوبو» تغییر داد. در ماه ششم ۱۵۸۲، نوبوناگا در جریان حادثه معبد هوننو درگذشت و ولایت کای به قلمرو توکوگاوا ایه‌یاسو تبدیل شد. با این حال، کای در آن زمان به دلیل آشفتگی‌هایی که پس از سقوط خاندان تاکدا به وجود آمد، دچار آشفتگی بود؛ بنابراین، ایه‌یاسو هوندا ماسانوبو و اینا تاداتسوگو را به عنوان کارمندان دفتر منصوب کرد و به آنها دستور داد تا امور داخلی ولایت کای را بازسازی کنند. با این حال، گفته می‌شود که اوکوبو ناگایاسو در واقع مسئول بازسازی بوده است. گفته می‌شود که اوکوبو ناگایاسو با تلاش برای بازسازی خاکریزهای  رود فوجی (رودخانه کاماناشی) و رود فوفوفسکی، توسعه مزارع برنج جدید و استخراج معادن طلا، مدیریت داخلی کای را تنها در چند سال بازسازی کرد.

## حادثه اوکوبو ناگایاسو
پس از مرگ او شواهدی بر خلاف‌کاری او کشف شد و بر همین اساس املاک او مصادره و ۷ پسرش، مجبور به خودکشی اجباری شدند.